# (26276) Natrees
(26276) Natrees (1998 SL4) – planetoida z pasa głównego asteroid okrążająca Słońce w ciągu 3,2 lat w średniej odległości 2,17 j.a. Odkryta 20 września 1998 roku.